# Baryzancla
Baryzancla is een geslacht van vlinders van de familie tastermotten (Gelechiidae).

## Soorten
- B. dysclyta Turner, 1933
- B. ithygramma Turner, 1933